# Peter Eyerer

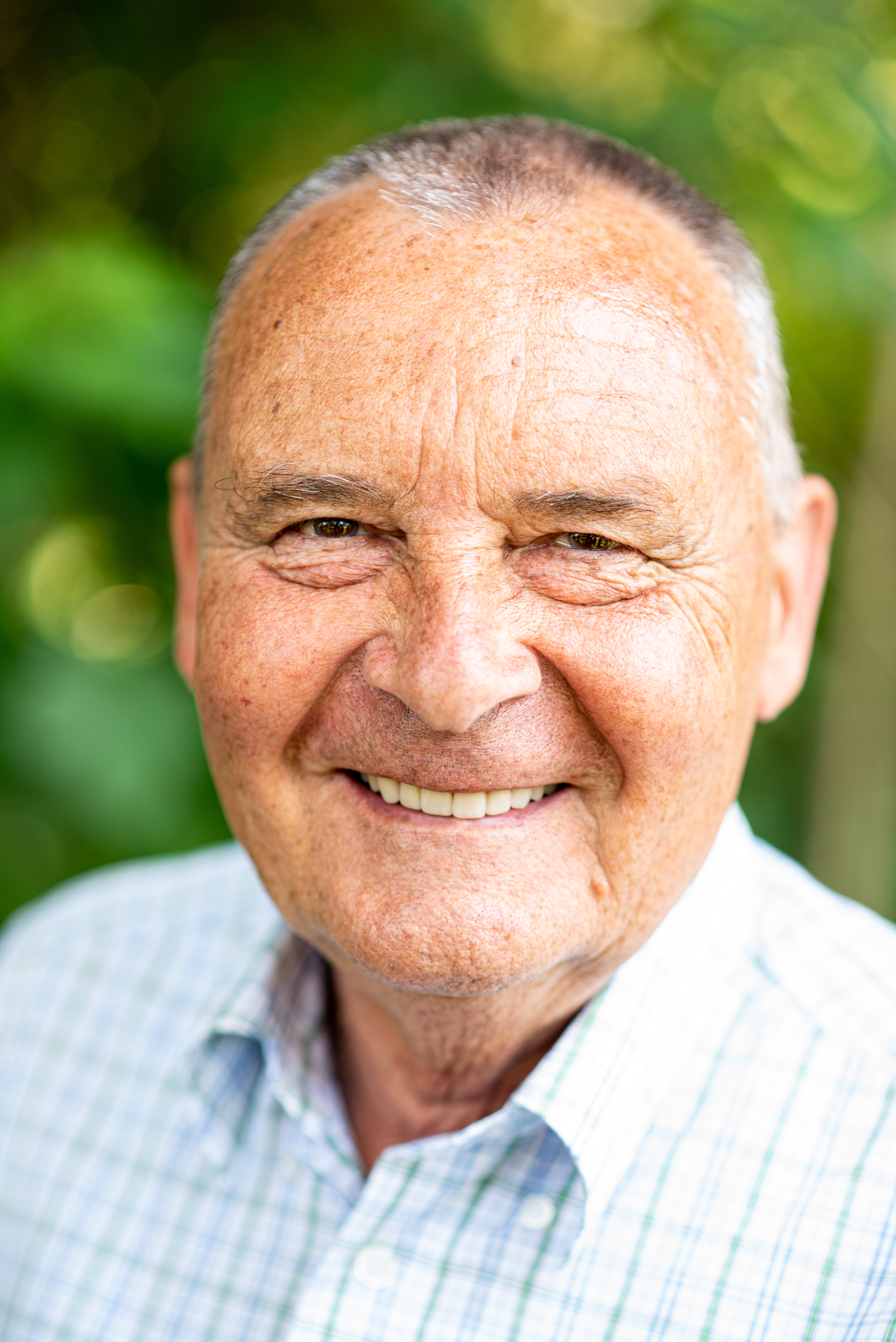
Peter Eyerer (2020)

Peter Eyerer (* 25. Mai 1941 in München) ist ein deutscher Ingenieur und Autor fachlicher und populärwissenschaftlicher Schriften.

## Leben
Eyerer studierte Maschinenbau an der Universität Stuttgart. Seine Diplomarbeit handelte von Metallkleben für Radkränze für die Bundesbahn.
Über ein DFG-Stipendium wurde er in drei Jahren auf dem Gebiet der Aushärtung von Epoxidharzen an der Universität Stuttgart promoviert. Er entdeckte dabei einen für Kunststoffe neuen elektrischen Effekt, den vor ihm Costa Ribeiro an Carnauba-Wachs sowie Workman und Reynolds an Wasser-Eis entdeckten. Es handelt sich um den thermo-dielektrischen Effekt, bei dem es zu einer elektrischen Ladungstrennungen an wandernden Phasenfronten kommt. Von 1972 bis 1979 arbeitete Eyerer als Entwicklungsingenieur in der Industrie an Flachdichtungen und Bremsbelägen. Nebenbei gab er an der Fachhochschule Reutlingen Vorlesungen über Ganzheitliches Produkt-Engineering.
Im Jahr 1978 erhielt Eyerer einen Ruf auf die Professur für Werkstoffkunde der Metalle und Kunststoffe an die Universität Stuttgart, den er 1979 annahm.
Von 1985 bis 1988 ließ er sich für drei Jahre als erster C4-Professor in Baden-Württemberg beurlauben, um in der Industrie das Polyurethan-Engineering für Automobile serientauglich zu entwickeln.
Zurück an seinem Universitätsinstitut forschte er mit Mitarbeitern auf den Gebieten der zerstörungsfreie Prüftechnik, Faserverbundwerkstoffe (Leichtbau), Medizintechnik (Gelenkendoprothetik), Nachhaltigkeit und Kreislaufwirtschaft (Ganzheitliche Bilanzierung) sowie Polymer-Engineering. Initiierungen von und Mitarbeit in DFG-Sonderforschungsbereichen, BMBF- und BMWi-Förderprogrammen, Landes-Forschungsbereiche und EU-Programme, sowie große Industrieprojekte waren finanzielle Quellen.
1990 entstand im Auftrag der Fraunhofer-Gesellschaft ein Gutachten zur zukünftigen Strategie des Fraunhofer Institut für Chemische Technologie (ICT) in Pfinztal. 1994 trat Eyerer in Personalunion (Nebentätigkeit) zu seinem Hauptamt an der Universität Stuttgart die Leitung des Fraunhofer ICT, gemeinsam mit Peter Elsner, Uni Stuttgart, an. Binnen 13 Jahren verdoppelte sich die Mitarbeiterzahl am Fraunhofer ICT und zivile neue Forschungsbereiche mit Schwerpunkten im Polymer-Engineering und im Umwelt-Engineering entstanden.
Neben der Forschung war Eyerer eine wirkungsvolle und motivierende Lehre an Schulen und Hochschulen ein Anliegen. Zahlreiche Bücher und Veröffentlichungen zeugen davon. Die Lehr-Lern-Methodik TheoPrax, die er zusammen mit Dörthe Krause initiierte, ist nach 26 Jahren national und international etabliert.
Während seiner universitären Tätigkeit betreute Eyerer ca. 140 Dissertationen und veröffentlichte zusammen mit seinen Mitarbeitern ca. 820 nationale und internationale Artikel, Tagungsbeiträge, Bücher und Patente.
Eyerer ist in zweiter Ehe verheiratet und Vater von fünf Söhnen und zwei Töchtern.

## Tätigkeitsfelder

### Wissenschaftliche Tätigkeit
Eyerer arbeitet und publiziert auf dem Gebiet des Produkt-Engineerings und der empirischen Pädagogik/Didaktik. Schwerpunkte seiner wissenschaftlichen Tätigkeit waren und sind:
- Polymer Engineering
- Nachhaltigkeit und Ganzheitliche Bilanzierung
- Faserverbundwerkstoffe
- Kunststoffkunde
- Zerstörungsfreie Werkstoffprüfung
- Kunststoffe und Umwelt

Schwerpunkte seiner populärwissenschaftlichen Tätigkeit waren und sind:
- Lehr-Lern-Methodik TheoPrax
- wirkungsvolle und motivierende Lehre an Schulen und Hochschulen

### Industrietätigkeit und Beratungen
Eyerer arbeitete als wissenschaftlicher Berater für Unternehmen (Auswahl):
- dm drogerie-markt
- Daimler
- VW
- Dekra
- LuK
- Nussbaum AG
- Akzo
- Dow
- Hilti
- Krauss-Maffei
- Trumpf

### Management und Anerkennungen
Als Wissenschaftsmanager leitete Eyerer ein universitäres Institut mit ca. 65 Mitarbeitern bei 18 Planstellen und das Fraunhofer ICT mit 356 Mitarbeitern bei seiner Pensionierung im Jahr 2006 (heute 550 Mitarbeiter). Weiterhin arbeitete Eyerer in Gremien der Universität Stuttgart, der Fraunhofer-Gesellschaft, der Industrie und von 2004 bis 2006 im Deutschen Nationalkomitee für Nachhaltige Bildung (DNKNB) sowie in verschiedenen schulischen Gremien.
Für seine wissenschaftlichen und gesellschaftlichen Verdienste erhielt Peter Eyerer zahlreiche Auszeichnungen:
- 1993: Umweltpreis Deutschland, 2. Preis
- TheoPrax wurde 2005/2006, 2007/2008, 2009/2010 und 2010/2011 als Dekade-Projekt „Nachhaltigkeit Lernen“ der Weltdekade „Bildung für nachhaltige Entwicklung“ der Vereinten Nationen UNESCO 2005–2014 ausgezeichnet
- 2013: Deutscher Alterspreis, 2. Platz
- 2013: Ehrenmitglied der Akademie Mitteldeutsche Kunststoffinnovationen AMK
- 2020: Nominierung Dieselmedaille für TheoPrax
- 2021: GaBi Life Time Award anläßlich der LCM 2021 (Life Cycle Management Conference) in Stuttgart
- 2022: Gastprofessur an der Western University Ontario in London Canada - Faculty for Mechanical and Materials Engineering - Vorlesung in Polymer Engineering mit 45 h im Sommersemester - Juni bis August 2022

### Networking
Weiterhin ist und war Eyerer aktiv in den folgenden Organisationen:
- Gründer und ehemaliger Vorstand der TheoPrax Stiftung[20]
- Initiator und Vorstand der Offene Jugendwerkstatt Karlsruhe e.V.[21]
- Gutachter seit 2012 beim BMBF in der Fördermaßnahme VIP und VIP+
- Gutachter in KMU-Innovativ

## Veröffentlichungen (Auswahl)
Eine vollständige Auflistung aller Bücher, Veröffentlichungen, Vorträge, Patente, von Peter Eyerer finden sich in ResearchGate.

### Wissenschaftliche Veröffentlichungen
- Ganzheitliche Bilanzierung: Werkzeug zum Planen und Wirtschaften in Kreisläufen. Springer, Berlin 1996, ISBN 3-540-59356-X
- mit Thomas Hirth und Jörg Woidasky: Nachhaltige rohstoffnahe Produktion. Fraunhofer ICT, Pfinztal, 2007, ISBN 978-3-8167-7302-3
- Polymers - Opportunities and Risks I: General and Environmental Aspects. Springer, Berlin 2010, ISBN 978-3-540-88416-3.
- Polymers - Opportunities and Risks II: Sustainability, Product Design and Processing. Springer, Berlin 2010, ISBN 978-3-642-02797-0
- mit Peter Elsner und Thomas Hirth: DOMININGHAUS - Kunststoffe: Eigenschaften und Anwendungen. 8. Auflage, Springer, Berlin, 2012, ISBN 978-3-642-16172-8
- mit Helmut Schüle: Polymer Engineering 1: Einführung, Synthese, Eigenschaften. 2. Auflage, Springer, Berlin, 2020, ISBN 978-3-662-59836-8
- mit Helmut Schüle: Polymer Engineering 2: Verarbeitung, Oberflächentechnologie, Gestaltung. 2. Auflage, Springer, Berlin, 2020, ISBN 978-3-662-59841-2
- mit Helmut Schüle und Peter Elsner: Polymer Engineering 3: Werkstoff- und Bauteilprüfung, Recycling. Entwicklung. 2. Auflage, Springer, Berlin 2020, ISBN 978-3-662-59839-9

### Populärwissenschaftliche Veröffentlichungen
- Spurwechsel - Unternehmer und Professor überholen Konkurrenten. Ein Erfahrungsbericht. Haufe, Freiburg, 1989, ISBN 3-448-01942-9
- TheoPrax - Projektarbeit in Aus- und Weiterbildung; Bausteine für Lernende Organisationen. Klett-Cotta, Stuttgart, 2000, ISBN 3-608-91012-3
- mit Dörthe Krause: TheoPrax - Projektarbeit mit Ernstcharakter: ein Handbuch für die Praxis der Aus- und Weiterbildung in Schule und Hochschule. TheoPrax Stiftung, Pfinztal, 2004
- mit Dörthe Krause: Schulprojekte managen - TheoPrax Methodik in Aus- und Weiterbildung. Bertelsmann, Bielefeld, 2008, ISBN 978-3-7639-3618-2